# Indianapolis Tennis Championships 2002 - Qualificazioni singolare
Le qualificazioni del singolare  dell'Indianapolis Tennis Championships 2002 sono state un torneo di tennis preliminare per accedere alla fase finale della manifestazione. I vincitori dell'ultimo turno sono entrati di diritto nel tabellone principale. In caso di ritiro di uno o più giocatori aventi diritto a questi sono subentrati i lucky loser, ossia i giocatori che hanno perso nell'ultimo turno ma che avevano una classifica più alta rispetto agli altri partecipanti che avevano comunque perso nel turno finale.
Le qualificazioni del torneo Indianapolis Tennis Championships 2002 prevedevano 24 partecipanti di cui 6 sono entrati nel tabellone principale.

## Teste di serie
1. Stefan Koubek (Qualificato)
2. Arnaud Di Pasquale (ultimo turno)
3. Cyril Saulnier (Qualificato)
4. Louis Vosloo (primo turno)
5. Noam Behr (primo turno)
6. David Prinosil (primo turno)

1. Nenad Zimonjić (primo turno)
2. Andres Pedroso (ultimo turno)
3. Lionel Roux (primo turno)
4. Glenn Weiner (primo turno)
5. Emin Ağayev (primo turno)
6. Alun Jones (ultimo turno)

## Qualificati
1. Eric Nunez
2. Lionel Roux
3. Stefan Koubek

1. Glenn Weiner
2. Cyril Saulnier
3. Jonathan Erlich

## Tabellone

### Legenda
| - Q = Qualificato - WC = Wild card - LL = Lucky loser | - ALT = Alternate - SE = Special Exempt - PR = Protected Ranking | - w/o = Walkover - r = Ritirato - d = Squalificato |

### Sezione 1
|  | Primo turno | Primo turno      | Primo turno      | Primo turno | Primo turno |  |  | Ultimo turno | Ultimo turno   | Ultimo turno   | Ultimo turno | Ultimo turno |  |
|  |             |                  |                  |             |             |  |  |              |                |                |              |              |  |
|  | 1           | Stefan Koubek    | Stefan Koubek    | 6           | 6           |  |  |              |                |                |              |              |  |
|  |             | Leoš Friedl      | Leoš Friedl      | 1           | 3           |  |  | 7            | Nenad Zimonjić | Nenad Zimonjić | 68           | 4            |  |
|  | 12          | Alun Jones       | Alun Jones       | 6           | 6           |  |  |              | Eric Nunez     | Eric Nunez     | 7            | 6            |  |
|  |             | Matthew Behrmann | Matthew Behrmann | 2           | 1           |  |  |              |                |                |              |              |  |

### Sezione 2
|  | Primo turno | Primo turno        | Primo turno      | Primo turno | Primo turno |  |  | Ultimo turno | Ultimo turno   | Ultimo turno   | Ultimo turno | Ultimo turno |  |
|  |             |                    |                  |             |             |  |  |              |                |                |              |              |  |
|  | 2           | Arnaud Di Pasquale | 2                | 6           | 6           |  |  |              |                |                |              |              |  |
|  |             | Troy Hahn          | 6                | 3           | 2           |  |  |              | Brandon Currie | Brandon Currie | 3            | 3            |  |
|  |             | Glenn Weiner       | Glenn Weiner     | 6           | 6           |  |  | 9            | Lionel Roux    | Lionel Roux    | 6            | 6            |  |
|  | 10          | Kristian Capalik   | Kristian Capalik | 3           | 2           |  |  |              |                |                |              |              |  |

### Sezione 3
|  | Primo turno | Primo turno     | Primo turno     | Primo turno | Primo turno |  |  | Ultimo turno | Ultimo turno  | Ultimo turno | Ultimo turno | Ultimo turno |  |
|  |             |                 |                 |             |             |  |  |              |               |              |              |              |  |
|  | 3           | Cyril Saulnier  | Cyril Saulnier  | 6           | 6           |  |  |              |               |              |              |              |  |
|  |             | James Sekulov   | James Sekulov   | 2           | 4           |  |  | 12           | Alun Jones    | 3            | 7            | 64           |  |
|  | 8           | Andres Pedroso  | Andres Pedroso  | 7           | 6           |  |  | 1            | Stefan Koubek | 6            | 5            | 7            |  |
|  |             | Michael Tebbutt | Michael Tebbutt | 6           | 2           |  |  |              |               |              |              |              |  |

### Sezione 4
|  | Primo turno | Primo turno     | Primo turno     | Primo turno | Primo turno |  |  | Ultimo turno | Ultimo turno       | Ultimo turno       | Ultimo turno | Ultimo turno |  |
|  |             |                 |                 |             |             |  |  |              |                    |                    |              |              |  |
|  |             | Jonathan Erlich | Jonathan Erlich | 6           | 7           |  |  |              |                    |                    |              |              |  |
|  | 4           | Louis Vosloo    | Louis Vosloo    | 1           | 63          |  |  | 2            | Arnaud Di Pasquale | Arnaud Di Pasquale | 1            | 64           |  |
|  | 13          | Nicolás Todero  | 4               | 6           | 6           |  |  |              | Glenn Weiner       | Glenn Weiner       | 6            | 7            |  |
|  |             | Jesse Witten    | 6               | 4           | 4           |  |  |              |                    |                    |              |              |  |

### Sezione 5
|  | Primo turno | Primo turno      | Primo turno      | Primo turno | Primo turno |  |  | Ultimo turno | Ultimo turno   | Ultimo turno   | Ultimo turno | Ultimo turno |  |
|  |             |                  |                  |             |             |  |  |              |                |                |              |              |  |
|  | 5           | Noam Behr        | Noam Behr        | 7           | 7           |  |  |              |                |                |              |              |  |
|  |             | Ben Ellwood      | Ben Ellwood      | 64          | 64          |  |  | 8            | Andres Pedroso | Andres Pedroso | 1            | 4            |  |
|  | 11          | Emin Ağayev      | Emin Ağayev      | 6           | 6           |  |  | 3            | Cyril Saulnier | Cyril Saulnier | 6            | 6            |  |
|  |             | Sébastien Lareau | Sébastien Lareau | 3           | 3           |  |  |              |                |                |              |              |  |

### Sezione 6
|  | Primo turno | Primo turno    | Primo turno  | Primo turno | Primo turno |  |  | Ultimo turno | Ultimo turno    | Ultimo turno | Ultimo turno | Ultimo turno |  |
|  |             |                |              |             |             |  |  |              |                 |              |              |              |  |
|  | 6           | David Prinosil | 6            | 4           | 6           |  |  |              |                 |              |              |              |  |
|  |             | Simon Larose   | 3            | 6           | 3           |  |  | 13           | Nicolás Todero  | 7            | 65           | 2            |  |
|  | 14          | Daniel Vacek   | Daniel Vacek | 7           | 7           |  |  |              | Jonathan Erlich | 6(1)         | 7            | 6            |  |
|  |             | Ryan Sachire   | Ryan Sachire | 5           | 5           |  |  |              |                 |              |              |              |  |